# Mtemi Ramadhan
Mtemi Ramadhan – tanzański piłkarz grający na pozycji napastnika. W swojej karierze grał w reprezentacji Tanzanii.

## Kariera klubowa
W swojej karierze piłkarskiej Ramadhan grał w klubach Waziri Mkuu i Simba SC.

## Kariera reprezentacyjna
W reprezentacji Tanzanii Ramadhan zadebiutował w 1980 roku. W tym samym roku powołano go do kadry na Puchar Narodów Afryki 1980. Na tym turnieju rozegrał trzy mecze grupowe: z Nigerią (1:3), z Egiptem (1:2) i z Wybrzeżem Kości Słoniowej (1:1). W kadrze narodowej grał do 1981 roku.